# 작용 스펙트럼

용매에서 유리 엽록소 a(청색)와 엽록소 b(적색)의 흡수 스펙트럼. 엽록소 분자들의 작용 스펙트럼은 특정 광합성 색소-단백질의 상호 작용에 따라 생체 내에서 약간 변형된다.

작용 스펙트럼(영어: action spectrum)은 빛의 파장에 대한 생리 활성의 비율을 그래프로 나타낸 것이다. 작용 스펙트럼은 어떤 파장의 빛이 특정 화학 반응에 가장 효과적으로 사용되는지를 보여준다. 어떤 반응물들은 반응을 완료하기 위해 특정 파장의 빛을 보다 효과적으로 사용할 수 있다. 예를 들면, 엽록소는 광합성을 수행하는데 빛 스펙트럼의 녹색광보다 적색광 및 청자색광을 사용하는 것이 훨씬 더 효율이 좋다. 따라서 작용 스펙트럼의 그래프는 적색광 및 청자색광을 나타내는 파장에서 스파이크를 나타낸다.
최초의 작용 스펙트럼은 테오도르 빌헬름 엥겔만에 의해 만들어졌으며, 엥겔만은 프리즘을 통과한 서로 다른 파장의 빛을 해캄에 비춘 후 해캄 주위에 호기성 세균이 모여드는 분포를 관찰하여 어떤 파장의 빛에서 해캄의 광합성이 활발하게 일어나는지를 확인하였다. 엥겔만은 호기성 세균이 빛 스펙트럼의 청자색광과 적색광 영역에 많이 분포하는 것을 발견하였다. 이렇게 엥겔만은 다른 파장의 빛이 광합성에 미치는 영향을 발견하고, 광합성의 작용 스펙트럼을 최초로 그래프로 나타내었다.

## 같이 보기
- 광합성
- 광합성 유효방사
- 흡수 스펙트럼
- 엽록소 a